# Christian Darasse
Christian Darasse, né le 8 novembre 1951 à Villars-Colmars (Basses-Alpes, France), est un dessinateur de bande dessinée français, principalement connu pour les séries Le Gang Mazda et Tamara, publiées dans Spirou.

## Biographie
Né le 8 novembre 1951 à Villars-Colmars, Christian Darasse quitte la France au début des années 1970 pour s'installer en Belgique. Il y rencontre alors Jean-Marie Brouyère et Bernard Hislaire. Il publie sa première planche dans le fanzine Magorie, puis quelques histoires comme L'Arbre de Vie et Ténèbres dans Curiosity Magazine. À partir de 1977, il entre au journal Spirou et publie Candice et les Crab's sur scénario de Claude J. Legrand. Dans le même temps, il illustre les rubriques comme L'Apache qui rit et Le Vacantrope. Sa première véritable série est Zowie, qu'il créé à partir de 1978 avec Bosse au scénario. Cette série est publiée dans Spirou jusqu'en 1984 et un album sort en 1983. Dans le même temps, le duo fait paraître les éphémères Sin Glass et Plume et Mutime dans Oxygène. Entre 1984 et 1987, il publie dans Tintin, toujours avec son scénariste, la série Donjons et Dragons qui parodie le milieu des jeux de rôle d'heroic fantasy.
À partir de 1987, il lance dans Spirou la série Le Gang Mazda inspiré de son expérience dans le studio de dessin qu'il partagea avec Bernard Hislaire, Marc Michetz et Serge Bosmans (Bosse) au-dessus d'un garage Mazda situé près de la place Stéphanie à Bruxelles. Chacun des trois personnages étant calqués sur la psychologie de chacun des dessinateurs. Bernard Hislaire est le premier scénariste de la série, suivi par Tome. Dans cette série, Darasse créé le personnage du Boss qui animera par la suite le journal pendant plusieurs années sous la plume de Philippe Bercovici. L'inspiration s'étant épuisée après sept albums, il publie en 1997 chez Glénat, toujours sur scénario de Tome, la série Les Minoukinis qui a pour thème le naturisme. Il participe aussi aux animations de Zidrou pour Spirou et crée avec ce dernier en 2001 la série Tamara, qui conte les aventures et mésaventures quotidiennes d'une héroïne adolescente complexée par ses problèmes de poids.

## Œuvres
Liste des œuvres :
- Le Gang Mazda, éd. Dupuis

1. Le Gang Mazda fait de la bédé, 1988, scénario de Bernard Hislaire
2. Le Gang Mazda mène la danse, 1989, scénario de Bernard Hislaire
3. Le Gang Mazda pouponne, 1992
4. Le Gang Mazda roucoule, 1993, scénario de Tome  (ISBN 2-8001-1982-9)
5. Le Gang Mazda cartonne, 1993, scénario de Tome  (ISBN 2-8001-2040-1)
6. Le Gang Mazda accélère, 1995, scénario de Tome  (ISBN 2-8001-2113-0)
7. Le Gang Mazda s'enflamme, 1996, scénario de Tome  (ISBN 2-8001-2217-X)

- Les Minoukinis, scénario de Tome, éd.Glénat

1. Attention, plages libres !, 1997
2. Soleils complices, 1998

- Tamara, scénario de Zidrou et Lou, éd. Dupuis

1. Combien ?!, 2003
2. C'est bon l'amour !, 2004
3. Tout est bon dans le garçon !, 2005
4. Faites comme chez vous !, 2006
5. ...à la folie !, 2007
6. Tu dépasses !, 2008
7. Ma première fois !, 2009
8. Oh, le salaud !, 2010
9. Diego, 2011
10. Maman, je rigole !, 2012
11. Quelle famille d'Enfer!, 2013
12. Loin des yeux..., 2014
13. Entre les deux, mon cœur balance..., 2015
14. Amies pour la vie !, 2016
15. #Grosse !, 2017
16. Taille adulte, 2018

- Visiteur de ce salon ! Un auteur vous a peut-être croqué, scénario de Tome, éd. Dupuis, 1995 (album offert)

- Zowie, scénario de Bosse, éd. Dupuis

1. Le Pinceau de cristal, 1983